# Никола Војвода
Никола Војвода (Николај Монах, Николај Словен) је хришћански светитељ, пореклом балкански Словен. За време владавине византијског цара Нићифора I Никола је био војвода у византијској војсци. Под његовом командом су били бројни војни пукови. Командовао је делом војске коју је Нићифор водио у нападу на Бугаре. Током војног похода заноћио је у једној крчми. Ту му је током ноћи 3 пута прилазила крчмарева ћерка желећи да има сексуалне односе са њим. Он је сва три пута одбио понуду. Према хришћанском веровању сутрадан је сањао чудан сан у коме је имао визију да ће бити спасен смрти у рату против Бугара. Сан се обистинио, а Никола се вратио у Византију где се одрекао свог војничког чина и замонашио. Дуго се подвизавао и подвигом толико усавршавао да је постао велики прозорљивац и познати монах. Скончао је мирно у 9. веку.
Српска православна црква слави га 24. децембра по црквеном, а 6. јануара по грегоријанском календару.